# Моя боротьба II (Цілком таємно)
Моя боротьба II (англ. My Struggle II) — 6-й і заключний епізод десятого сезону серіалу «Цілком таємно». Прем'єра в мережі «Фокс» відбулася 22 лютого 2016 року. Під час початкового ефіру в США його переглянули 7.6 мільйона глядачів.

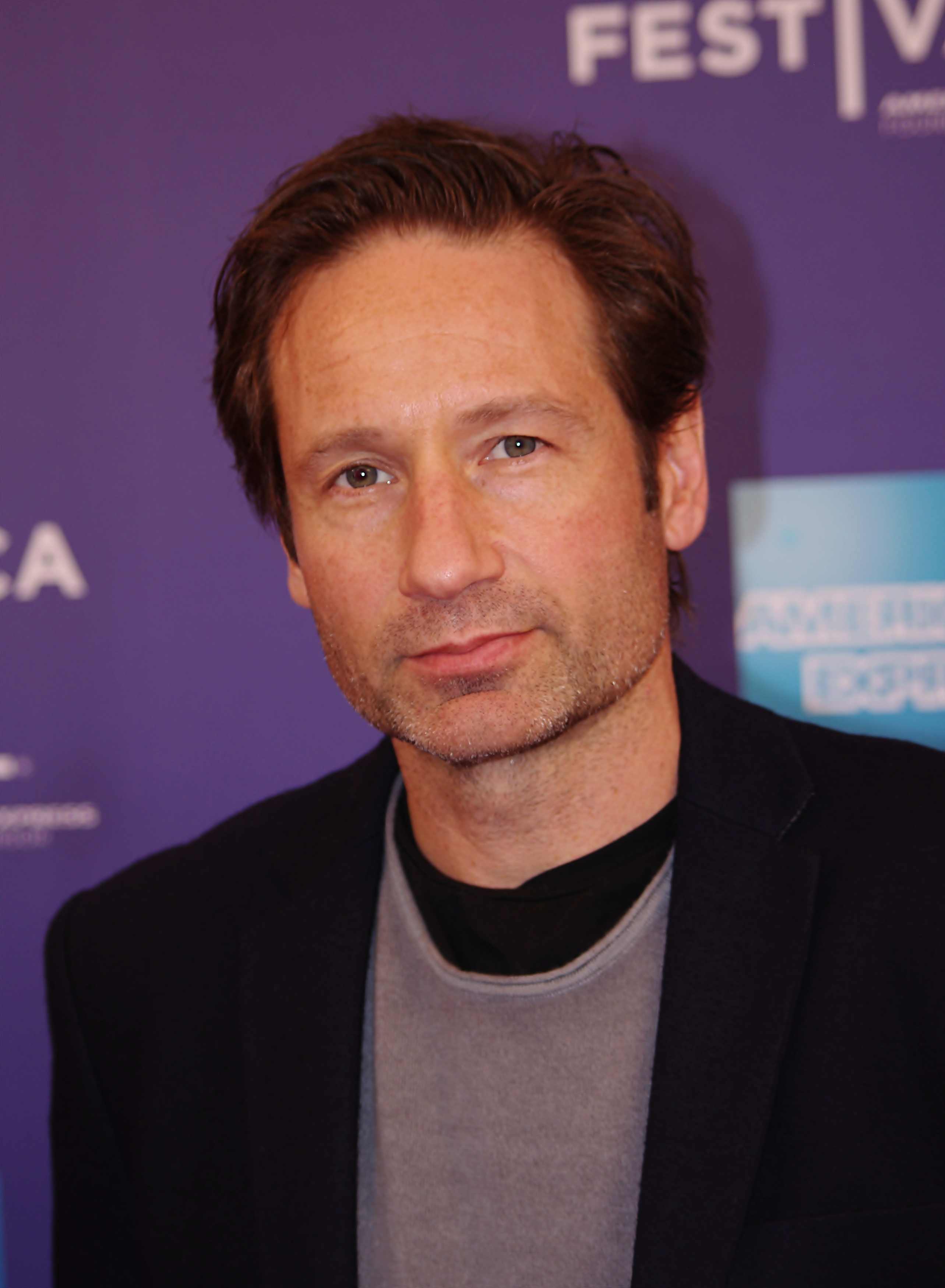

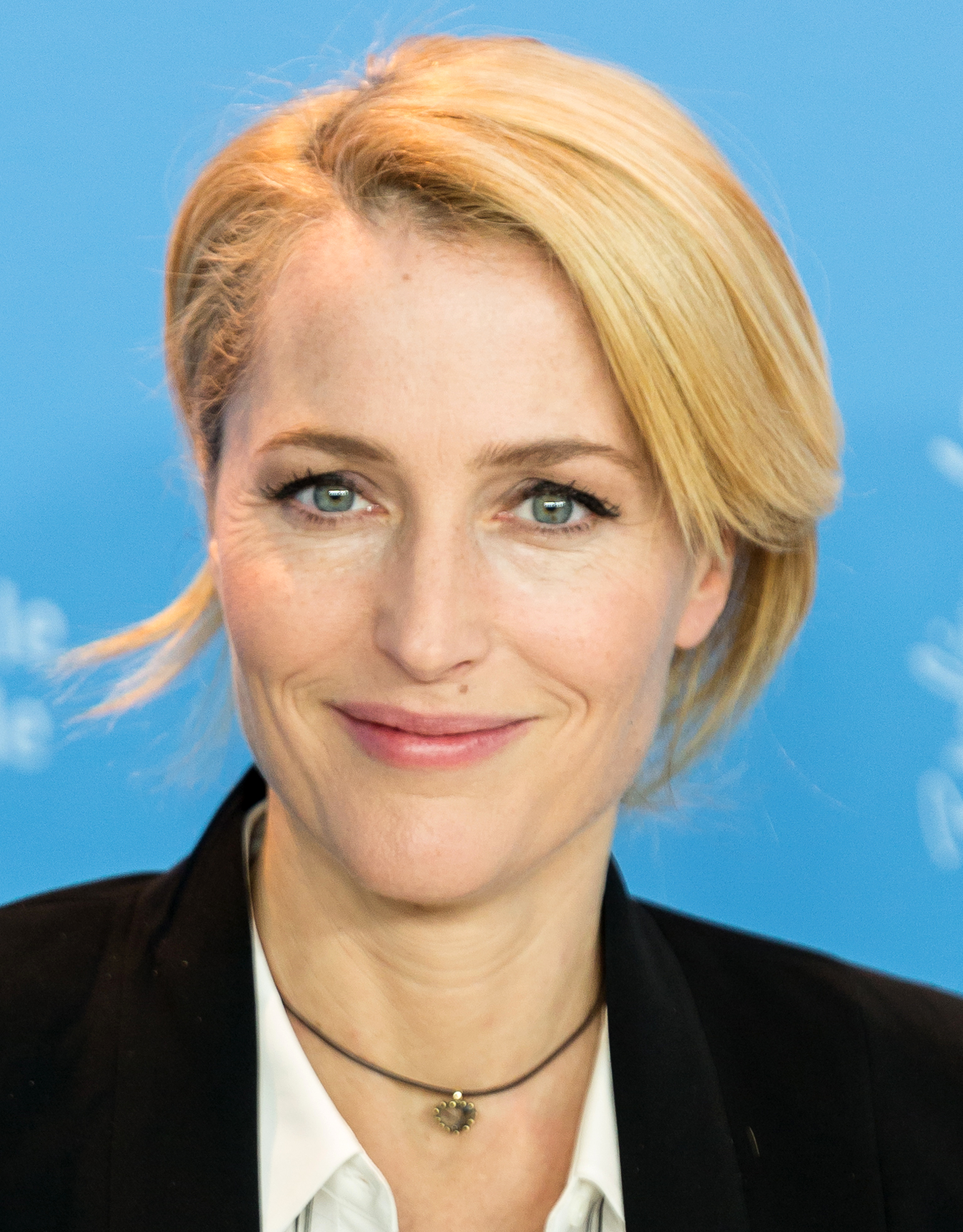

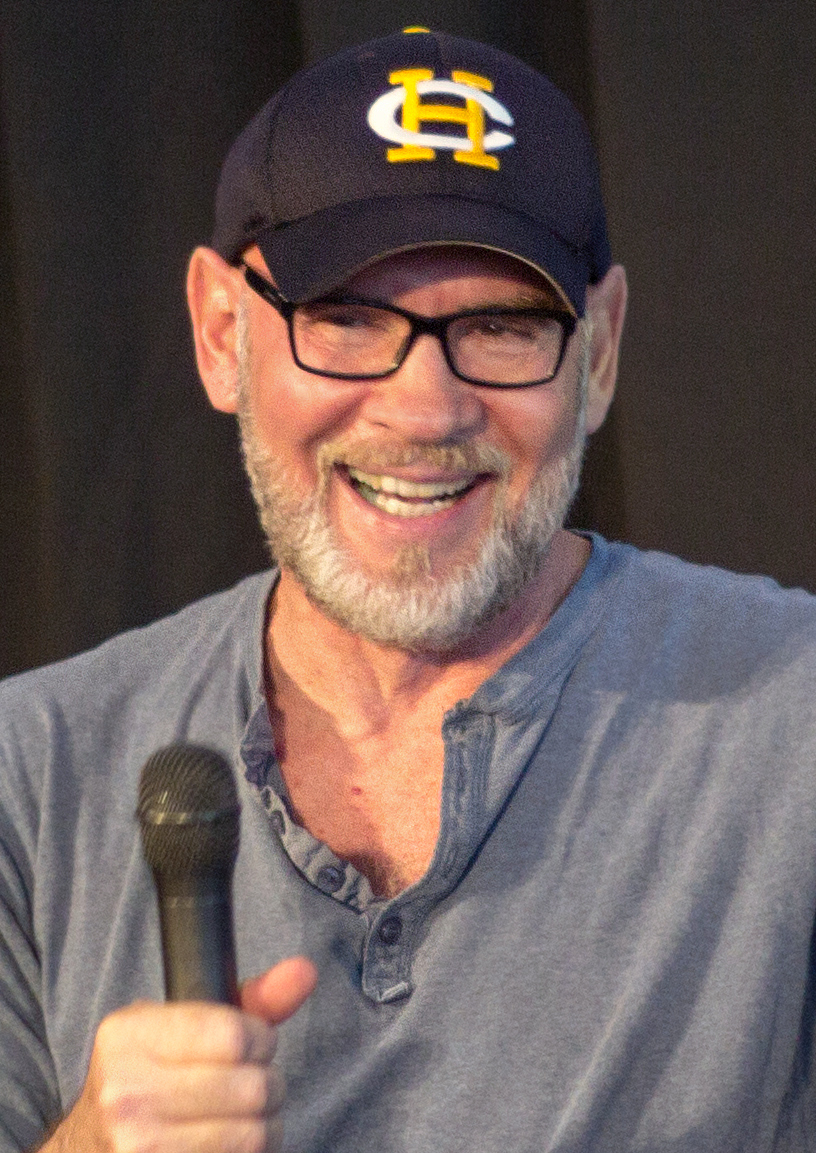

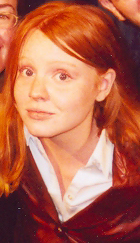

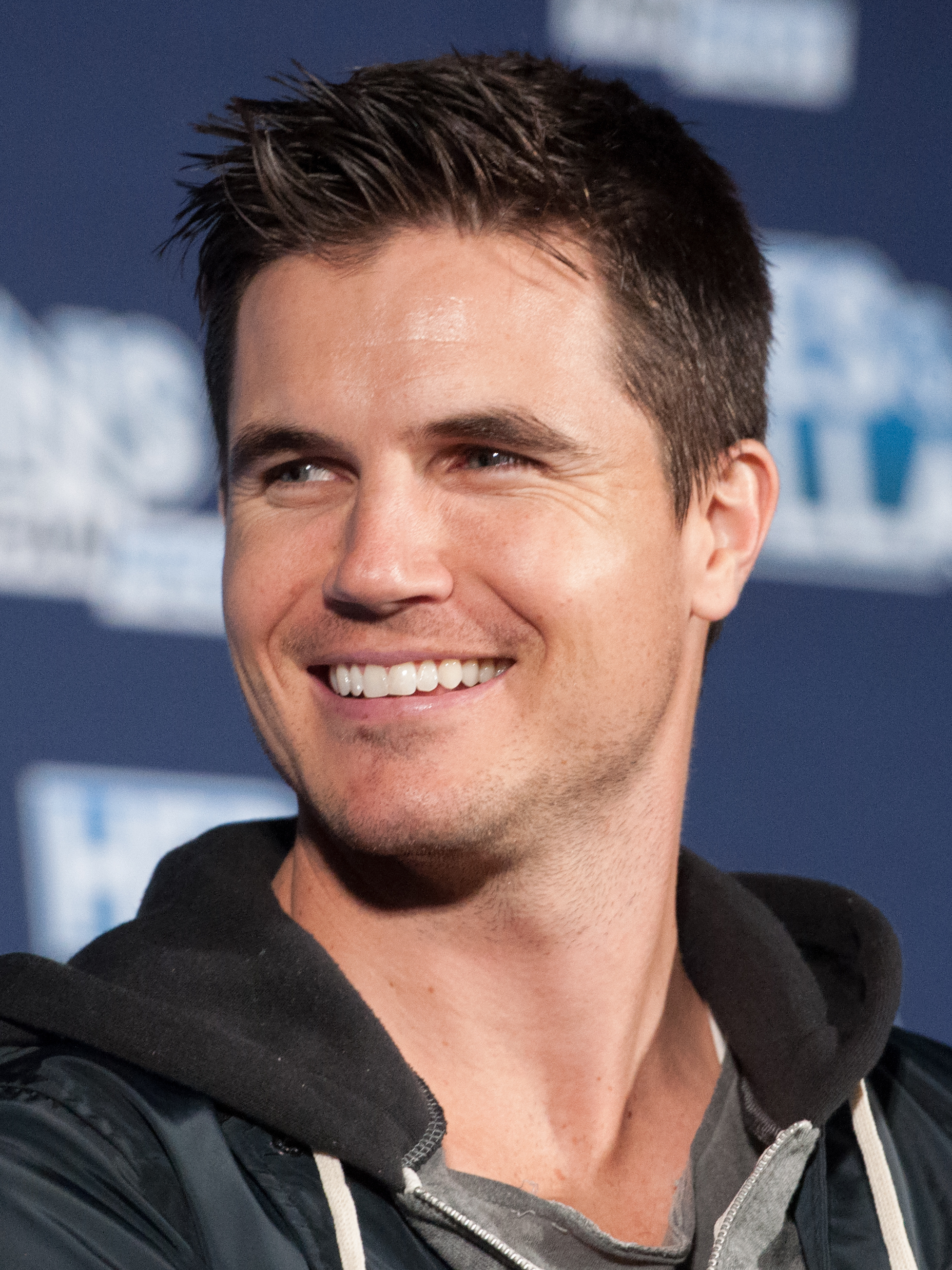

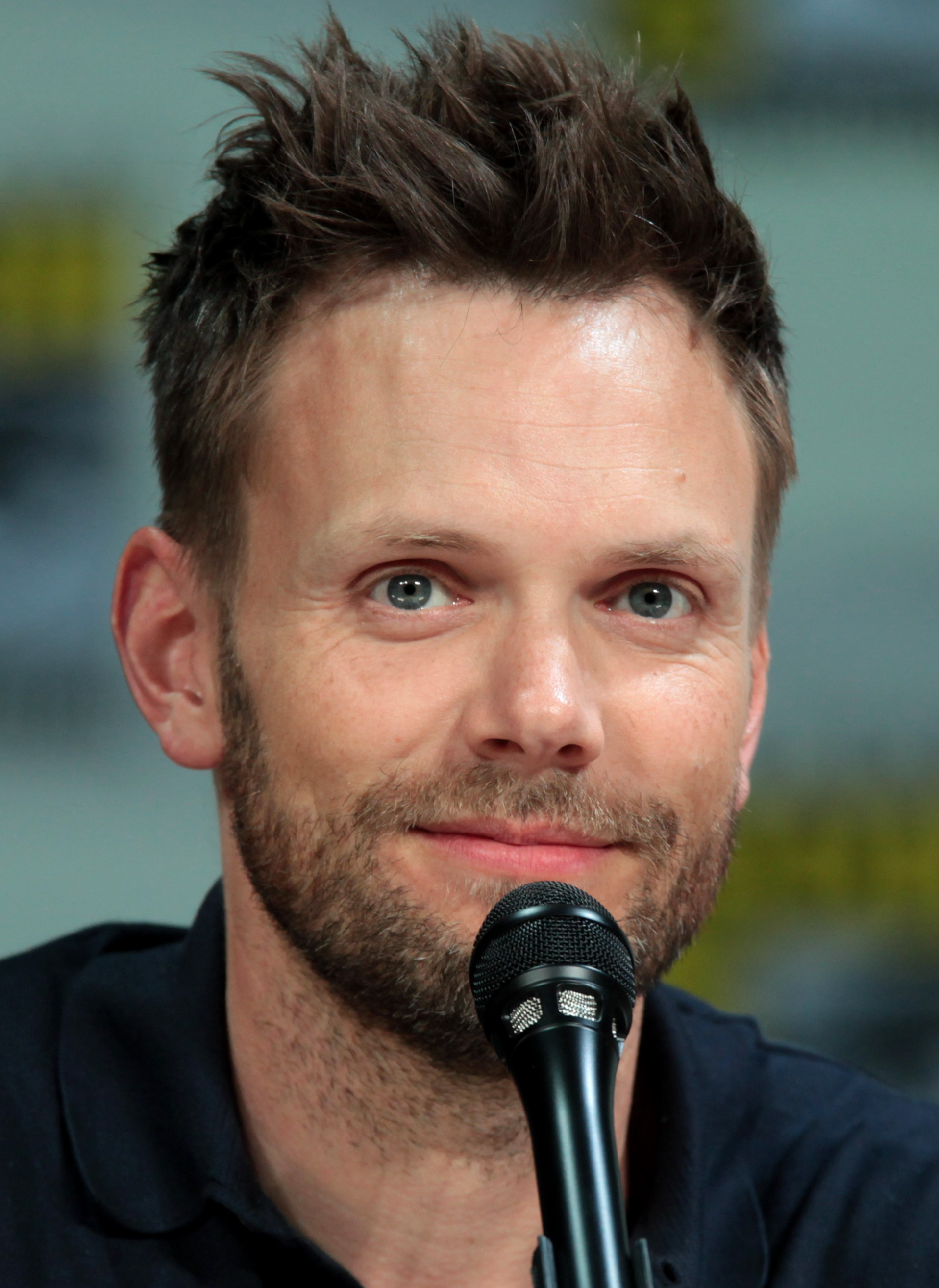

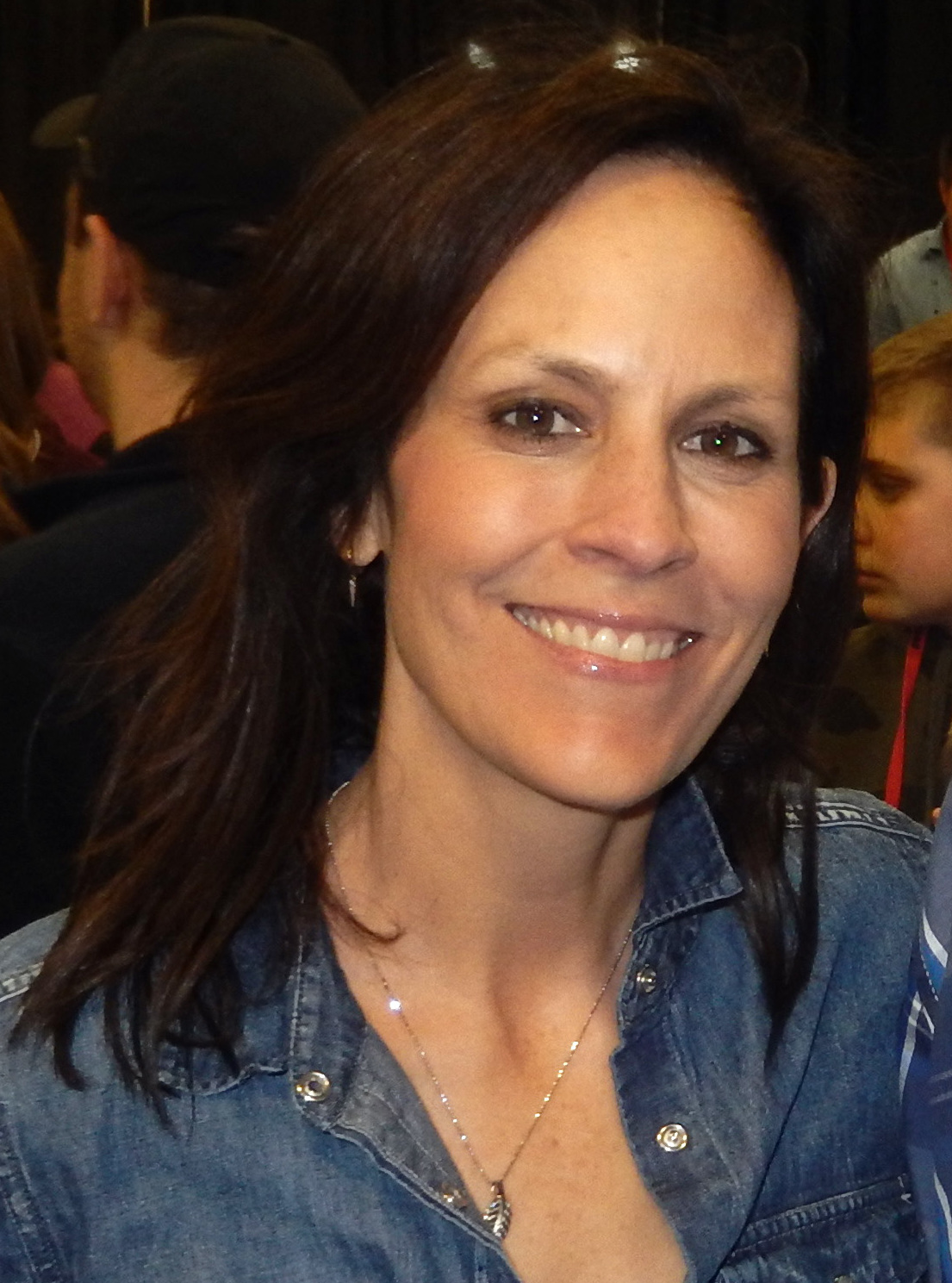

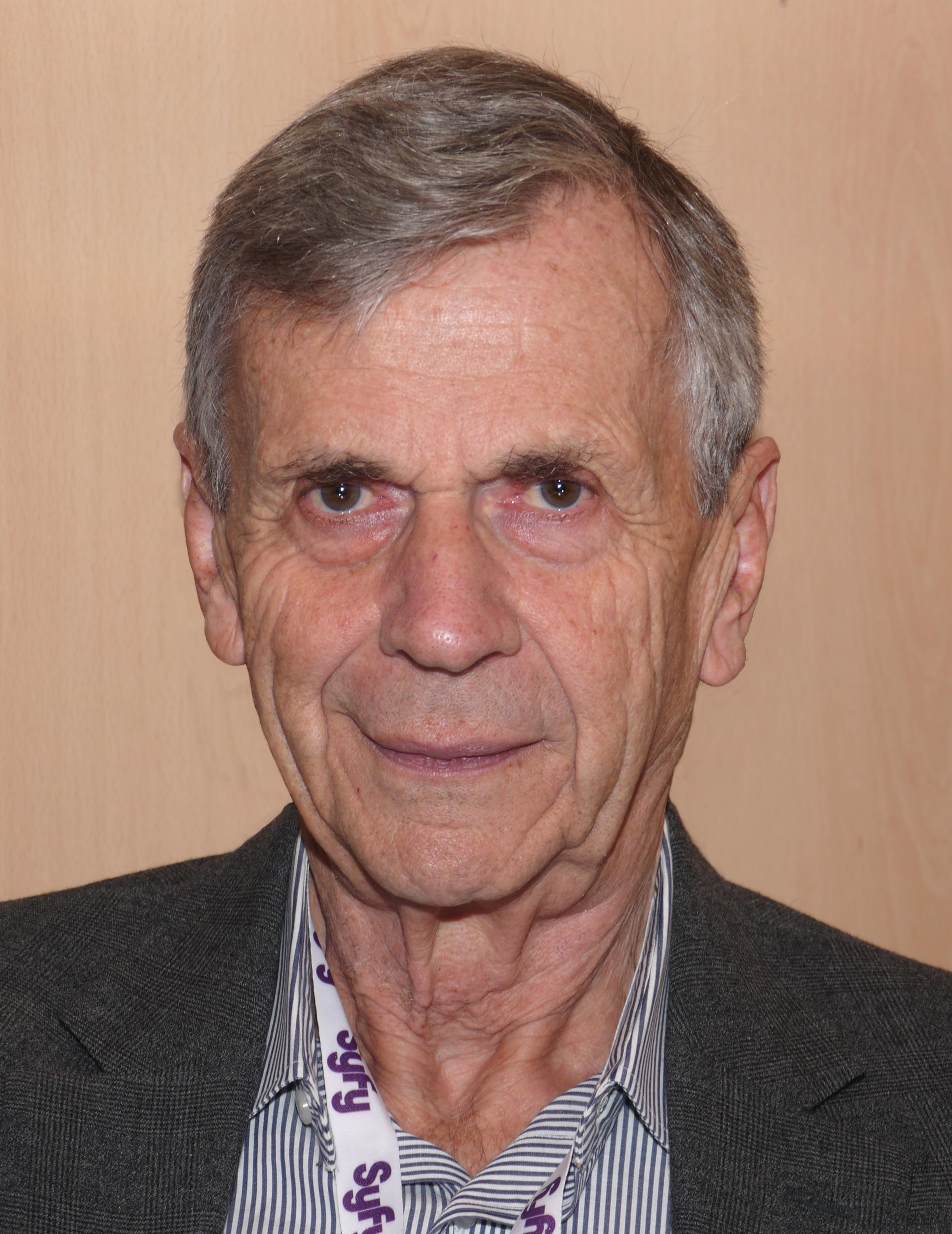

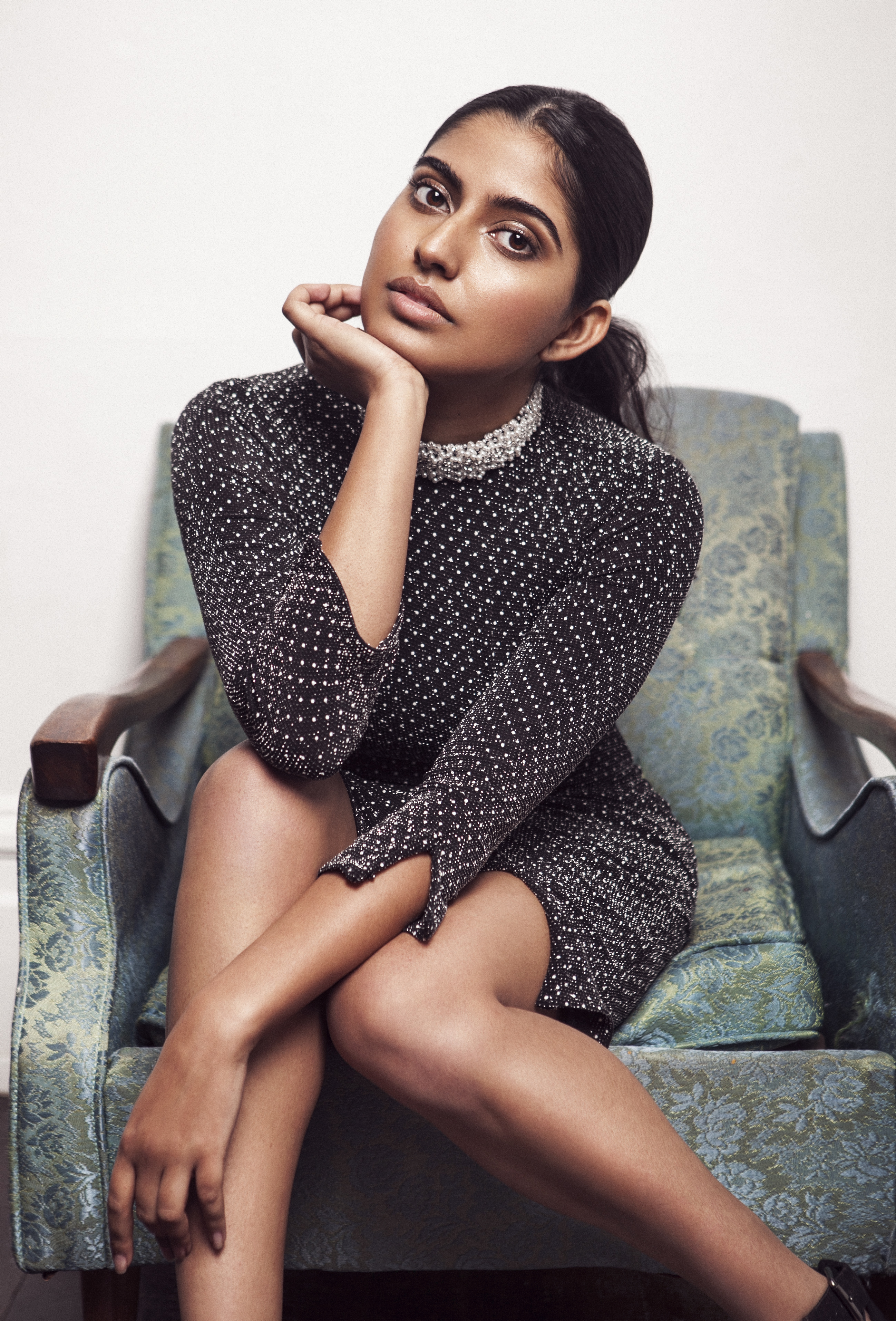

Дискредитований у першому епізоді телеведучий Тед О'Меллі готується виступити із заявою про те, що практично кожен житель США — носій інопланетної ДНК. У той же час кудись зникає агент Малдер, тоді як агент Скаллі, провівши дослідження свого геному і жахнувшись його результатів, виявляє, що величезна кількість американців, у тому числі й агент Ейнштейн, показують ознаки невідомого гострого захворювання.

## Зміст
Це кінець
Через 6 тижнів після подій «Моєї боротьби» Скаллі прибуває до штаб-квартири ФБР і виявляє, що Малдер зник після перегляду уривку з онлайн-передачі новин Теда Омейлі (яку було відновлено). Коли Скаллі повідомляє Скіннеру та Ейнштейн про відсутність Малдера, Фокс намагається покинути Вашингтон — помітно нездужаючи та в сильних синцях.
Повернувшись у Вашингтон, Скаллі отримує телефонний дзвінок від Омейлі, який прибув до будинку Малдера на заздалегідь домовлену зустріч і виявив ознаки боротьби. Омейлі пояснює, що він підозрює — чужорідна ДНК була введена в кожного американського громадянина, щоб сприяти широкому спалаху вірусу «Spartan». Створена для того, щоб позбавити людей їхньої імунної системи, ця зараза швидко проявляється по всій країні, причому Скаллі та Ейнштейн відзначають різке збільшення кількості пацієнтів, які потрапляють до лікарень та сортувальних центрів.
Міллер знаходить на комп'ютері Малдера програму для відстеження телефонів, записує його місце розташування в Спартанбурзі, штат Південна Кароліна, і залишає Вашингтон, щоб відстежити його. Тим часом Ейнштейн ставить під сумнів медичні теорії Скаллі. Дейна, визнаючи, що Ейнштейн може бути права, отримує телефонний дзвінок від колишнього агента «Секретних матеріалів» Моніки Рейєс, яка просить зустрітися, стверджуючи, що вона знає, як розробити вакцину.
Під час їхньої зустрічі Рейєс розповідає, що незабаром після закриття «Секретних матеріалів» з нею зв'язався важко поранений Курець -йому реконструювали все обличчя, який пережив протистояння в Нью-Мексико. Курець пропонує забезпечити Скаллі та Рейєс місце серед тих, хто вижив «в кінці часів», в обмін на допомогу Моніки в колонізації. Невдовзі після цього Рейєс залишає ФБР, і її немає, коли Скаллі «шукає її» у 2015 році. Рейєс також розповідає, що останні 12 років вона допомагала Курцю, але має намір зупинити вторгнення зсередини Синдикату.
Скаллі та Ейнштейн намагаються розробити вакцину, використовуючи ДНК Дейни. Скаллі усвідомлює, що її захищає від зараження поєднання інопланетних геномів, які залишилися після того, як її викрали та експериментували з нею, і аномалій ДНК, вживлених Дейні на прохання Рейєс. Саме відсутність чужорідної ДНК робить усіх інших сприйнятливими. Тим часом Малдер звертається до Курця, який пропонує йому шанс вижити під час спалаху. Малдер відмовляється, і його знаходить Міллер, який повертає Фокса до Вашингтона з надією знайти ліки.
Омейлі в прямому етері розповідає нації, що друг, лікар (Скаллі), повідомив йому про існування вакцини.
Після введення вакцини Ейнштейн Скаллі їде до Малдера та Міллера, знаходячи їх в кірці на мосту на 14-й вулиці. Вона розуміє, що Малдер надто важко хворий, щоб вижити без трансплантації стовбурових клітин. Коли Міллер запитує, як це стане можливим, Скаллі відповідає, що Вільям, їхній син, повинен бути донором. Поки Скаллі та Міллер обговорюють прогноз Малдера, Фокс починає піддаватися впливу вірусу. Раптом промінь світла спадає на Міллера, Скаллі та Малдера, а НЛО у формі трикутника повільно опускається та ширяє над ними.
Епізод закінчується тим, що Скаллі дивиться на вогні космічного корабля, що світять прямо на неї та її партнерів.
Найлютішого звіра з мозком перемогли безмозкі мікроби

## Зйомки
Режисером епізоду став творець серіалу Кріс Картер, який написав телеспектакль. Енн Саймон і Маргарет Фірон писали разом з Картером. Саймон є науковим радником серіалу і працював над ним з першого сезону. В епізоді показано повернення Аннабет Гіш у ролі Моніки Рейєс, чий кастинг було оголошено в серпні 2015 року. В епізоді також зіграли Джоел МакГейл, Лорен Амброуз і Роббі Амелл, які повторили свої ролі з попередніх епізодів — як нові персонажі, представлені в цьому сезоні. У ролі Курця — Вільям Б. Девіс.
Під час перерви Супербоулу 50 «Fox» коротко опублікувала кадри попереднього перегляду епізоду на своєму веб-сайті та в соціальних мережах.
Кінцева сцена епізоду, яка розгортається на мосту 14-ї вулиці, була знята на Віадук Джорджія у Ванкувері, 2 вересня 2015 року біля Роджерс Арени. Щоб зняти сцену, продюсерам довелося закрити віадук для відвідувачів.

## Показ і відгуки
«Моя боротьба II» отримала загалом негативні відгуки критиків. На Rotten Tomatoes епізод отримав 32 % рейтингу схвалення та середній бал 4,7/10. У консенсусі сказано: «Незважаючи на, мабуть, благородні наміри, „Моя боротьба II“ служить невтішно неохайним завершенням довгоочікуваного відродження „Секретних матеріалів“ — і дуже переконливим аргументом, що шоу краще залишити „там“». Під час початкової трансляції в Сполучених Штатах 22 лютого 2016 року його подивилися 7,60 мільйона глядачів.
Станом на серпень 2022 року на сайті «IMDb» серія отримала 7.0 бала підтримки з можливих 10 при 4376 голосах користувачів. Оглядач Мет Фаулер для «IGN» писав так: "Подібно до прем'єри, у фіналі спроба створити міфологію нової епохи здавалася химерною та нудною. Але до недоліків цього додав той факт, що нам, в основному, так багато розповідали про те, що відбувається, навіть не побачивши цього.
В огляді для «Den of Geek» Кріс Лонго відзначила: «Оригінальний фінал серіалу, був ретельно перевірений через відсутність відповідей на запитання, але я будь-коли візьму це на користь сюжету. Я прийшла на „Мою боротьбу“, сподіваючись, що не буду дивитися „Секретні матеріали“ наживо востаннє. У люті я запитав — чи хочу я взагалі дивитися більше епізодів. Я насолоджувався і буду захищати появу нових епізодів. Цей, однак, зламав мене, не залишивши нічого, крім роздумів божевільної людини.» Оглядач Зак Гендлен для «The A.V. Club» зазначив так: «Я все ще думаю, що це може бути добре. Якщо ми отримаємо ще один сезон „Секретних матеріалів“, я буду щасливий і з нетерпінням чекаю цього, тому що серцевина все ще добра. Малдер і Скаллі все ще чудові персонажі, і якби до цього ставилися більше як до антологічного серіалу, який привів нових сценаристів зі свіжими ідеями, не було б причин, чому це знову не могло б бути приголомшливою, страшною поїздкою. Проблема в тому, що вам потрібно повністю викинути міфологію. І вам потрібен був би хтось інший, ніж Кріс Картер; або ж, якщо він збирається залишатися, хтось переконає його припинити писати сценарії. Інакше ситуація лише погіршуватиметься. І як людина, яка пережила дев'ятий сезон, я точно знаю, що означає „гірше“». В огляді для «IndieWire» Ліз Шеннон Міллер зазначила: «Цього разу „Моя боротьба II“ настільки відверто благає про продовження, що відчуваєш відчай; сумний відчай, від якого хочеться відвести погляд. Тому що зрештою, незважаючи на те, що може стверджувати слоган епізоду, це не кінець. Це пекельний крутий момент — свого роду кінець сезону, яким „Секретні матеріали“ славились у 1990-х роках. Але це вже не 1990-ті. І це, більше за все, доводить, що Кріс Картер все ще прикидається, що є креативним, хоча насправді, насправді, не повинен це робити».

## Знімалися
| Актор             | Роль             |
| ----------------- | ---------------- |
| Девід Духовни     | Фокс Малдер      |
| Джилліан Андерсон | Дейна Скаллі     |
| Мітч Піледжі      | Волтер Скіннер   |
| Лорен Емброуз     | агентка Ейнштейн |
| Роббі Амелл       | агент Міллер     |
| Джоель Макгейл    | Тод Омейлі       |
| Джуліан Крістофер | Рубелл           |
| Аннабет Гіш       | Моніка Рейєс     |
| Вільям Брюс Девіс | Курець           |
| Еліза Веллані     | Медсестра        |
| Аннет Махендру    | Світлана         |